# Flexicrurum
Genre
Flexicrurum est un genre d'araignées aranéomorphes de la famille des Psilodercidae.

## Distribution
Les espèces de ce genre sont endémiques de Hainan en Chine.

## Liste des espèces
Selon World Spider Catalog (version 20.0, 23/06/2019) :
- Flexicrurum flexicrurum Tong & Li, 2007
- Flexicrurum longispina Tong & Li, 2007
- Flexicrurum minutum Tong & Li, 2007
- Flexicrurum qishi Li & Li, 2019
- Flexicrurum wuzhishanense Li & Li, 2019
- Flexicrurum yangjiao Li & Li, 2019

## Publication originale
- Tong & Li, 2007 : First records of the family Ochyroceratidae (Arachnida: Araneae) from China, with descriptions of a new genus and eight new species. The Raffles Bulletin of Zoology, vol. 55, no 1, p. 63-76 (texte intégral).